# U-595
Unterseeboot 595 foi um submarino alemão do Tipo VIIC, pertencente a Kriegsmarine que atuou durante a Segunda Guerra Mundial.

## Comandantes
| Comandante                 | Data                                           |
| -------------------------- | ---------------------------------------------- |
| Kptlt. Jürgen Quaet-Faslem | 6 de novembro de 1941 - 14 de novembro de 1942 |

## Subordinação
Durante o seu tempo de serviço, esteve subordinado às seguintes flotilhas:
| Período                                      | Flotilha                                  |
| -------------------------------------------- | ----------------------------------------- |
| 6 de novembro de 1941 - 31 de julho de 1942  | 8. Unterseebootsflottille (treinamento)   |
| 1 de agosto de 1942 - 14 de novembro de 1942 | 9. Unterseebootsflottille (serviço ativo) |

## Operações conjuntas de ataque
O U-595 participou das seguinte operações de ataque combinado durante a sua carreira:
- Rudeltaktik Steinbrinck (6 de agosto de 1942 - 9 de agosto de 1942)
- Rudeltaktik Pfeil (12 de setembro de 1942 - 22 de setembro de 1942)
- Rudeltaktik Blitz (22 de setembro de 1942 - 26 de setembro de 1942)
- Rudeltaktik Tiger (26 de setembro de 1942 - 30 de setembro de 1942)
- Rudeltaktik Delphin (4 de novembro de 1942 - 14 de novembro de 1942)